# Xiaoshan
Xiaoshan, tidigare känt som Siaoshan, är ett stadsdistrikt i den kinesiska provinsen Zhejiang, och är det folkrikaste av Hangzhous åtta stadsdistrikt. Befolkningen uppgick till 1 511 300 invånare vid folkräkningen 2010. Xiaoshan var en stad på häradsnivå år 2000, men har senare erhållit status som stadsdistrikt. 

## Indelning
Distriktet var år 2000 indelat i 26 köpingar (zhèn) samt 8 socknar (xiāng). De folkrikaste orterna är (med invånarantal 2000) Xiaoshan (256 042), Zhuwei (76 124) och Guali (69 564).
Distriktets huvudort heter likadant som distriktet, Xiaoshan. Hangzhous internationella flygplats, Hangzhou Xiaoshan International Airport, är belägen i distriktet.

## Historia
Distriktet var ursprungligen ett härad som kan spåra sin historia tillbaka till år 2 e.Kr. och namnet Xiaoshan fick häradet år 742, under Tangdynastin.
Under Qingdynastin (1644-1912) löd Xiaoshan härad under prefekturen Hangzhou.
Efter 1949 har Xiaoshan omväxlande sorterat under Ningbo och Hangzhous stad på prefekturnivån. 1988 blev Xiaoshan ombildat till en stad på häradsnivå och år 2000 blev det ett av Hangzhous förortsdistrikt.